# Tosin Abasi
Pour les articles homonymes, voir Abasi.
 (octobre 2015).
Si vous disposez d'ouvrages ou d'articles de référence ou si vous connaissez des sites web de qualité traitant du thème abordé ici, merci de compléter l'article en donnant les références utiles à sa vérifiabilité et en les liant à la section « Notes et références ».
Tosin Abasi, né le 7 janvier 1983 à Washington, est un guitariste de metal progressif, connu pour son travail au sein de son groupe Animals as Leaders. Avant la formation de ce groupe, il a également joué dans le groupe de metalcore technique Reflux.

## Carrière
Tosin Abasi est un guitariste de formation classique, son style est associé au djent[C'est-à-dire ?], qui rejoint Reflux au début des années 2000[pas clair]. Après un concert[Quand ?], Prosthetic Records remarque son talent et lui propose une carrière solo, qu'il refuse, car il juge cette situation « égoiste et non nécessaire ». Abasi s'engage ensuite dans l'institut de musique d'Atlanta, et après ses progrès, demande à Prosthetic Records si la proposition tient toujours. Il forme donc son projet solo, et recrute rapidement Javier Reyes et Navene Koperweis, respectivement guitariste rythmique et batteur.
Depuis 2016, il participe au projet live « Generation Axe » (avec des guitaristes de renom tels que Zakk Wylde, Yngwie Malmsteen, Nuno Bettencourt et Steve Vai)

## Discographie

### Avec PSI (Pounds Per Square Inch)
- 2001 : Virus

### Avec Reflux
- 2001 : Reflux (autoproduit)
- 2004 : Illusion of Democracy (Prosthetic Records)

### AvecAnimals as Leaders
- 2009 : Animals as Leaders (Prosthetic Records)
- 2011 : Weightless (Prosthetic Records)
- 2014 : The Joy of Motion (Sumerian Records)
- 2016 : The Madness of Many (Sumerian Records)
- 2017 : Live 2017 (Sumerian Records)
- 2022 : Parrhesia (Sumerian Records)

### AvecDarkest Hour
- 2011 : The Human Romance, guitare sur Terra Solaris (Shock)

### Avec T.R.A.M.
- 2012 : Lingua Franca (Sumerian Records)

### AvecCirca Survive
- 2014 : Violent Waves, guitare sur The Glorious Nosebleed (Sumerian Records)

### AvecMachinedrum
- 2016 : Human Energy (Ninja Tune)

### AvecMoses Sumney
- 2017 : Aromanticism, guitare sur Lonely World (Jagjaguwar)

### AvecTigran Hamasyan
- 2020 : The Call Within (en), guitare sur Vortex (Nonesuch Records)

### AvecPlini
- 2023 : Mirage, guitare sur Still Life (autoproduit)